# Rõõsa
 Röösa – wieś w Estonii, w prowincji Harju, w gminie Kõue.